# Nycticorax duboisi
Nycticorax duboisi é uma espécie extinta de ave que era endêmica da ilha da Reunião.